# Francesc Bellver i Llop
Francesc Bellver i Llop   (València, segle XVIII - Àvila, c. 1825) va ser un escultor valencià, germà del també escultor Pere Bellver i Llop.

## Biografia
Va optar als premis de la Reial Acadèmia de Belles Arts de Sant Carles el 1798, i deu anys més va presentar-se al concurs obert de la Reial Acadèmia de Belles Arts de Sant Ferran. La paralització dels estudis de l'acadèmia a causa de la guerra del francès és causa de l'escàs nombre i la poca importància de les seves obres.
Els seus fills, Francisco, José i Mariano, van ser importants escultors, i per tant, és considerat l'iniciador d'una important dinastia d'escultors que van dominar tot el segle xix. Es desconeix la data de la seva mort, però segurament va ser a Àvila vers el 1825.